# 今夜造口夜
《今夜造口夜》是臺灣華視主頻一檔談話性節目與綜藝節目，2019年3月20日開播，廠廠創意製作，眼球中央電視台主播視網膜（本名陳子見）主持。該節目融合綜藝、政治諷刺與喜劇脫口秀形式，並觀注當前社會、民生、政治事件，讓觀眾可以藉由有趣與詼諧的方式，深入了解各項議題。

## 節目口號
今夜造口夜，笑鬧一整夜。

## 主持人群
- 節目主持人：陳子見（視網膜）
- 外景主持人：何姍蓉（動眼神經）

## 節目單元
- 今夜面對面
- 造業挑戰
- 朋友來操刀
- 哈哈製造夜
- 眾生來告解
- 今夜玩什麼

## 參加來賓
| 集數 | 首播日期      | 標題                                              | 來賓                     | 其他來賓                                               |
| 01   | 2019年3月20日 | 盛竹如致勝關鍵 竟因一起銀行搶案                   | 盛竹如                   | 李四端                                                 |
| 02   | 2019年3月27日 | 道歉內幕大公開！憲哥烙話封殺 害得陳沂不得不道歉？ | 陳沂、陳嘉行(焦糖哥哥)   | 謝忻                                                   |
| 03   | 2019年4月3日  | 狗奴人生！邵庭竟為了狗狗孟母三遷                  | 邵庭、大支               | 阿楞、蔡英文                                           |
| 04   | 2019年4月10日 | 國家拚生育率？宅女小紅：小孩就是來索命的          | 宅女小紅、史丹利(賴宥銘) | 陳沂、林如琦                                           |
| 05   | 2019年4月17日 | 大方談性不避諱！性教育就要這樣教                  | 高山峰、林靜儀           | 吳沛憶、韓宜邦                                         |
| 06   | 2019年4月24日 | 都是收視率惹的禍？起底媒體亂象的驚人內幕！        | 彭華幹、范琪斐           | －                                                     |
| 07   | 2019年5月1日  | 翻轉新思維！愛體育 瘋電玩沒有未來？               | 徐展元、李秉潔(潔哥)     | －                                                     |
| 08   | 2019年5月8日  | 食物口感千篇一律 美食主持人爆料超老梗台詞！       | 哈孝遠、謝忻             | 張可昀、楊子儀                                         |
| 09   | 2019年5月15日 | 地方的議員究竟忙什麼？                            | 邱威傑、高嘉瑜           | 陳柏惟、柯文哲                                         |
| 10   | 2019年5月22日 | 同婚過後 這些習俗怎麼做?                          | 苗博雅、韋佳德           | 祁家威、段宜康、蕭美琴、尤美女、黃益中、陳思豪、羅毓嘉 |
| 11   | 2019年5月29日 | 原來我們離歧視這麼近                              | 杜力、林辰               | 夢多、聖結石                                           |
| 12   | 2019年6月5日  | 大走鐘！台語探討主題竟變成台語髒話教學？          | 楊大正、陳柏惟           | 林昶佐、吳崢                                           |
| 13   | 2019年6月12日 | 送啦！這就是愛台灣啦!                             | 鍾明軒、夢多             | 陳嘉行、陳秉立                                         |

## 製作團隊
- 製作人：何姍蓉（動眼神經）、林柏甫
- 執行製作：王晴蒂（眼屎）
- 總編導：洪辰嫣（臥蠶）
- 製作群：黃薇、陳宣甫、韓璟
- 編審：劉馥瑩
- DJ：激進工作室Lil Jay Chen
- 燈光：馬履芸、趙志信
- 音效：好漾的錄音室
- 成音：張正凱、簡子健
- 視訊：葉昱江
- 攝影：江建龍、陳璿安、鄭景瑋、王君平
- 技術指導：周清泉
- 現場指導：賴明昊
- 助理導播：張小瑜
- 美術指導：林績宇
- 音響燈光：必應創造股份有限公司
- 宣傳：吳御曄、曾興仁、華視公關中心

## 外部連結
- 今夜造口夜 - 華視（页面存档备份，存于）
- YouTube上的今夜造口夜頻道
- 今夜造口夜的Facebook專頁

| 華視主頻 每週三 22:00~23:00 每週四 02:00~03:00 | 華視主頻 每週三 22:00~23:00 每週四 02:00~03:00                                   | 華視主頻 每週三 22:00~23:00 每週四 02:00~03:00 |
| ---------------------------------------------- | -------------------------------------------------------------------------------- | ---------------------------------------------- |
|                                                | 今夜造口夜 （2019年3月20日 - 2019年6月12日）                                     |                                                |
| 未知                                           | 今夜造口夜(重播) (2019年6月19日-2019年6月26日) 歡喜來逗陣(重播) (2019年7月1日-?) |                                                |